# Tour de Ski 2012/2013
Tour de Ski 2012/13 je 7. ročník série závodů v běhu na lyžích. Zahrnuje sedm závodů během devíti dnů od 29. prosince 2012 do 6. ledna 2013. Tour de Ski je součástí Světového poháru v běhu na lyžích. Vítězství obhajují Švýcar Dario Cologna a Polka Justyna Kowalczyková. 

## Program
Oberhof:
- 29. prosince: Prolog, volně, distanční start, 3,1 km (ženy) a 4 km (muži).
- 30. prosince: Stíhací závod, klasicky, handicapový start, 10 km (ženy) a 15 km (muži).

 Münstertal:
- 1. ledna: Sprint, volně, 1,2 km (ženy i muži).

 Toblach:
- 3. ledna: Stíhací závod, volně, handicapový start, 15 km (ženy) a 35 km (muži).
- 4. ledna: Distanční start, klasicky, 3 km (ženy) a 5 km (muži).

 Val di Fiemme:
- 5. ledna: Distanční závod, klasicky, hromadný start, 10 km (ženy) a 20 km (muži).
- 6. ledna: Stíhací závod do vrchu, volně, handicapový start, 9 km (ženy i muži).

## Celkové pořadí
| Pořadí | Jméno            | Čas       |
| ------ | ---------------- | --------- |
| 1.     | Alexandr Legkov  | 3:29:28,6 |
| 2.     | Dario Cologna    | + 18,7    |
| 3.     | Maxim Vylegžanin | + 40,7    |
| 4.     | Petter Northug   | + 1:07,7  |
| 5.     | Marcus Hellner   | + 1:12,4  |
| 6.     | Lukáš Bauer      | + 1:41,7  |
| 7.     | Ivan Babikov     | + 2:04,4  |
| 8.     | Giorgio Di Centa | + 2:15,5  |
| 9.     | Johan Olsson     | + 2:20,7  |
| 10.    | Ilja Černousov   | + 2:47,5  |
| 40.    | Jiří Magál       | + 9:13,3  |
| 43.    | Aleš Razým       | + 9:38,5  |

Kompletní pořadí na webu FIS
| Pořadí | Jméno                     | Čas       |
| ------ | ------------------------- | --------- |
| 1.     | Justyna Kowalczyková      | 2:25:21,6 |
| 2.     | Therese Johaugová         | + 27,9    |
| 3.     | Kristin Størmer Steiraová | + 2:39,5  |
| 4.     | Krista Lähteenmäki        | + 3:04,7  |
| 5.     | Astrid Jacobsenová        | + 3:13,5  |
| 6.     | Heidi Wengová             | + 3:29,1  |
| 7.     | Charlotte Kallaová        | + 3:51,3  |
| 8.     | Riitta-Liisa Roponenová   | + 4:19,6  |
| 9.     | Anne Kyllönen             | + 4:23,0  |
| 10.    | Katrin Zellerová          | + 4:58,4  |
| 26.    | Eva Nývltová              | + 10:17,8 |

Kompletní pořadí na webu FIS

## Jednotlivé etapy

### 1. etapa - Oberhof, 29. prosince
| Pořadí | Jméno           | Čas    | Body FIS | Bonusové sekundy |
| ------ | --------------- | ------ | -------- | ---------------- |
| 1.     | Petter Northug  | 8:28,7 | 0        | 15               |
| 2.     | Marcus Hellner  | + 6,1  | 9,59     | 10               |
| 3.     | Alexandr Legkov | + 7,2  | 11,32    | 5                |
| 4.     | Dario Cologna   | + 10,1 | 15,88    | 0                |
| 5.     | Ilja Černousov  | + 10,7 | 16,83    | 0                |
| 7.     | Martin Jakš     | + 11,8 | 18,56    | 0                |
| 9.     | Aleš Razým      | + 13,3 | 20,92    | 0                |
| 18.    | Lukáš Bauer     | + 21,5 | 33,81    | 0                |
| 57.    | Jiří Magál      | + 34,3 | 53,94    | 0                |

Kompletní výsledky na stránkách FIS.
| Pořadí | Jméno                   | Čas    | Body FIS | Bonusové sekundy |
| ------ | ----------------------- | ------ | -------- | ---------------- |
| 1.     | Kikkan Randallová       | 7:28,1 | 0        | 15               |
| 2.     | Charlotte Kallaová      | + 4,4  | 7.86     | 10               |
| 3.     | Justyna Kowalczyková    | + 4,7  | 8.39     | 5                |
| 4.     | Denise Herrmannová      | + 9,3  | 16.60    | 0                |
| 5.     | Riitta-Liisa Roponenová | + 10,6 | 18.92    | 0                |
| 36.    | Eva Vrabcová Nývltová   | + 32,0 | 57.13    | 0                |

Kompletní výsledky na stránkách FIS.

### 2. etapa - Oberhof, 30. prosince
| Pořadí | Jméno            | Čas      | Body FIS | Bonusové sekundy |
| ------ | ---------------- | -------- | -------- | ---------------- |
| 1.     | Maxim Vylegžanin | 39:47,0  | 0        | 15               |
| 2.     | Alexandr Legkov  | + 0,1    | 0,05     | 10               |
| 3.     | Petter Northug   | + 6,5    | 3,27     | 5                |
| 4.     | Dario Cologna    | + 6,7    | 3,37     | 0                |
| 5.     | Alex Harvey      | + 7,7    | 3,87     | 0                |
| 8.     | Lukáš Bauer      | + 41,2   | 20,71    | 0                |
| 15.    | Martin Jakš      | + 1:25,3 | 42,88    | 0                |
| 49.    | Aleš Razým       | + 2:44,8 | 82,85    | 0                |
| 53.    | Jiří Magál       | + 2:49,3 | 85,11    | 0                |

Kompletní výsledky na stránkách FIS.
| Pořadí | Jméno                     | Čas      | Body FIS | Bonusové sekundy |
| ------ | ------------------------- | -------- | -------- | ---------------- |
| 1.     | Justyna Kowalczyková      | 25:01,4  | 0        | 15               |
| 2.     | Therese Johaugová         | + 41,4   | 33,09    | 10               |
| 3.     | Anne Kyllönen             | + 45,0   | 35,97    | 5                |
| 4.     | Denise Herrmannová        | + 1:03,5 | 38,76    | 0                |
| 5.     | Kristin Størmer Steiraová | + 1:04,1 | 39,24    | 0                |
| 49.    | Eva Vrabcová Nývltová     | + 3:48,9 | 182,95   | 0                |

Kompletní výsledky na stránkách FIS.

### 3. etapa - Münstertal, 1. ledna
| Pořadí | Jméno               | Čas    | Body FIS | Bonusové sekundy |
| ------ | ------------------- | ------ | -------- | ---------------- |
| 1.     | Finn Haagen Krogh   | 3:10,8 | –        | 60               |
| 2.     | Federico Pellegrino | + 1,1  | –        | 56               |
| 3.     | Len Väljas          | + 1,7  | –        | 52               |
| 4.     | Dario Cologna       | + 3,6  | –        | 48               |
| 5.     | Calle Halfvarsson   | + 6,5  | –        | 44               |
| 16.    | Martin Jakš         |        | –        | 15               |
| 33.    | Aleš Razým          |        | –        | 0                |
| 44.    | Lukáš Bauer         |        | –        | 0                |

Kompletní výsledky na stránkách FIS.
| Pořadí | Jméno                     | Čas     | Body FIS | Bonusové sekundy |
| ------ | ------------------------- | ------- | -------- | ---------------- |
| 1.     | Kikkan Randallová         | 3:38,32 | –        | 60               |
| 2.     | Ingvild Flugstad Østberg  | + 8,8   | –        | 56               |
| 3.     | Heidi Wengová             | + 10,6  | –        | 52               |
| 4.     | Hanna Kolb                | + 12,7  | –        | 48               |
| 5.     | Kristin Størmer Steiraová | + 14,8  | –        | 44               |
| 44.    | Eva Vrabcová Nývltová     |         | –        | 0                |

Kompletní výsledky na stránkách FIS.

### 4. etapa -Cortina–Toblach, 3. ledna
| Pořadí | Jméno            | Čas       | Bonusové sekundy |
| ------ | ---------------- | --------- | ---------------- |
| 1.     | Petter Northug   | 1:16:32,7 | 15               |
| 2.     | Alexandr Legkov  | + 0,7     | 10               |
| 3.     | Dario Cologna    | + 0,9     | 5                |
| 4.     | Maxim Vylegžanin | + 1,6     | 0                |
| 5.     | Ilja Černousov   | + 1:25,7  | 0                |
| 8.     | Lukáš Bauer      | + 1:27,8  | 0                |
| 38.    | Aleš Razým       | + 5:49,7  | 0                |
| 49.    | Jiří Magál       | + 5:57,3  | 0                |

Kompletní výsledky na stránkách FIS.
| Pořadí | Jméno                     | Čas      | Bonusové sekundy |
| ------ | ------------------------- | -------- | ---------------- |
| 1.     | Justyna Kowalczyková      | 37:15,1  | 15               |
| 2.     | Charlotte Kallaová        | + 18,3   | 10               |
| 3.     | Therese Johaugová         | + 18,7   | 5                |
| 4.     | Kristin Størmer Steiraová | + 19,2   | 0                |
| 5.     | Anne Kyllönen             | + 43,1   | 0                |
| 35.    | Eva Vrabcová Nývltová     | + 4:39,4 | 0                |

Kompletní výsledky na stránkách FIS.

### 5. etapa - Toblach, 4. ledna
| Pořadí | Jméno             | Čas     | Bonusové sekundy |
| ------ | ----------------- | ------- | ---------------- |
| 1.     | Alexej Poltoranin | 12:37,9 | 15               |
| 2.     | Petter Northug    | + 8,0   | 10               |
| 3.     | Dario Cologna     | + 8,2   | 5                |
| 4.     | Dmitrij Japarov   | + 13,7  | 0                |
| 5.     | Alexandr Legkov   | + 15,7  | 0                |
| 8.     | Lukáš Bauer       | + 17,3  | 0                |
| 15.    | Aleš Razým        | + 29,2  | 0                |
| 39.    | Jiří Magál        | + 57,7  | 0                |

Kompletní výsledky na stránkách FIS.
| Pořadí | Jméno                 | Čas     | Bonusové sekundy |
| ------ | --------------------- | ------- | ---------------- |
| 1.     | Justyna Kowalczyková  | 10:08,1 | 15               |
| 2.     | Krista Lähteenmäki    | + 16,5  | 10               |
| 3.     | Astrid Jacobsenová    | + 17,1  | 5                |
| 4.     | Anne Kyllönen         | + 17,7  | 0                |
| 5.     | Aino-Kaisa Saarinen   | + 21,1  | 0                |
| 20.    | Eva Vrabcová Nývltová | + 38,8  | 0                |

Kompletní výsledky na stránkách FIS.

### 6. etapa - Val di Fiemme, 5. ledna
| Pořadí | Jméno             | Čas      | Bonusové sekundy |
| ------ | ----------------- | -------- | ---------------- |
| 1.     | Alexej Poltoranin | 39:01,5  | 15               |
| 2.     | Len Väljas        | + 0,1    | 10               |
| 3.     | Alex Harvey       | + 0,4    | 5                |
| 4.     | Giorgio Di Centa  | + 0,7    | 0                |
| 5.     | Tobias Angerer    | + 0,9    | 0                |
| 15.    | Lukáš Bauer       | + 14,0   | 0                |
| 30.    | Aleš Razým        | + 35,1   | 0                |
| 52.    | Jiří Magál        | + 2:07,7 | 0                |

Kompletní výsledky na stránkách FIS.
| Pořadí | Jméno                     | Čas      | Bonusové sekundy |
| ------ | ------------------------- | -------- | ---------------- |
| 1.     | Justyna Kowalczyková      | 28:12,9  | 15               |
| 2.     | Kristin Størmer Steiraová | + 33,2   | 10               |
| 3.     | Krista Lähteenmäki        | + 39,0   | 5                |
| 4.     | Therese Johaugová         | + 41,9   | 0                |
| 5.     | Aino-Kaisa Saarinen       | + 1:01,6 | 0                |
| 24.    | Eva Vrabcová Nývltová     | + 1:52,7 | 0                |

Kompletní výsledky na stránkách FIS.